# Колю (шолом)

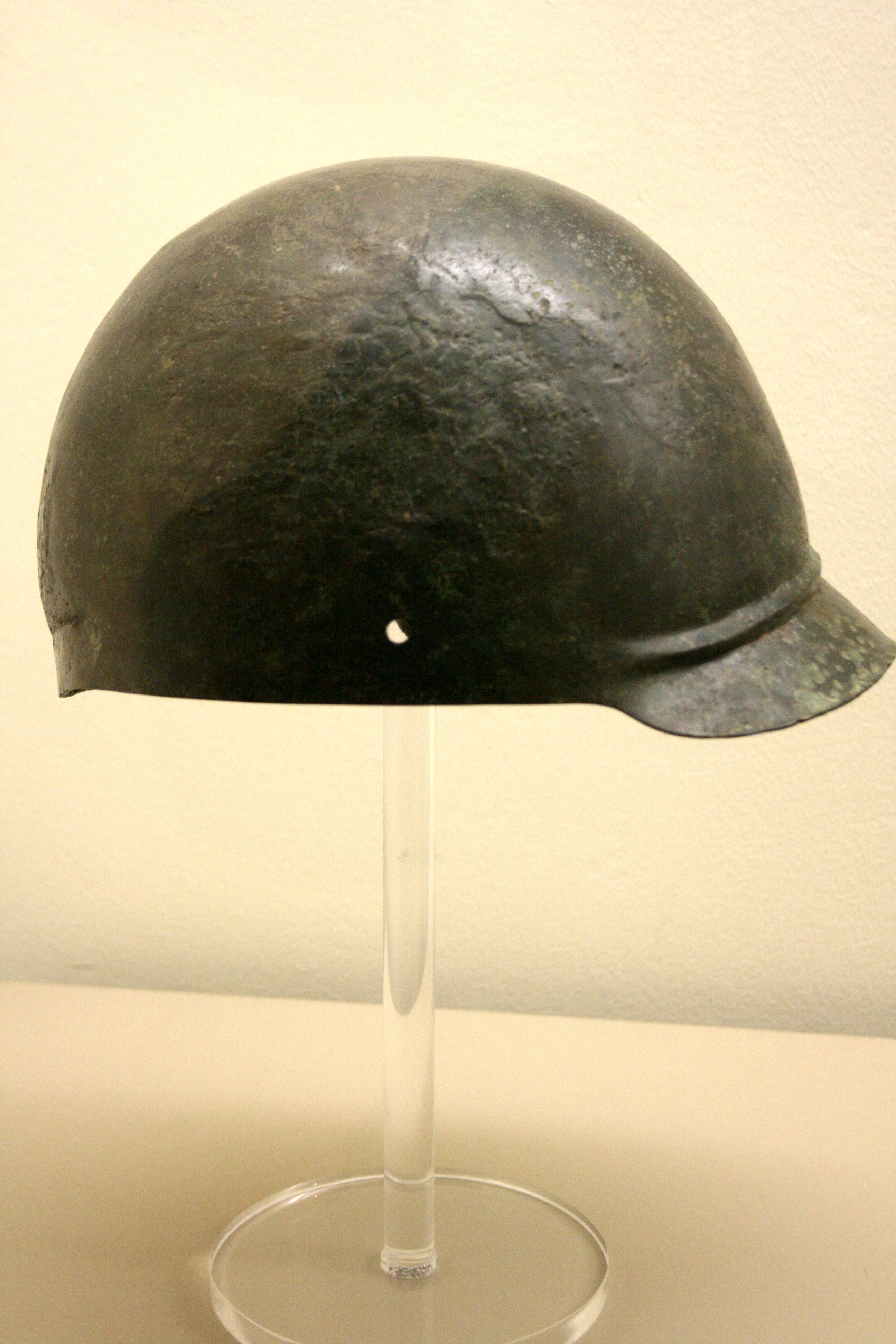
Бронзовий шолом типу Колю (підтип Мангайм), знайдений у районі Тонгерена. Музей П'ятидесятиріччя, Брюссель

Колю́ (англ. Coolus helmet — від французького топоніма Coolus; поширена помилкова назва «кулус») — тип кельтського та давньоримського бойового шолома, який уживався з ІІІ ст. до н. е. до І ст. н. е. Свою назву отримав за французьким муніципалітетом Колю (департамент Марна), де були знайдені його екземпляри.
Знайдені зразки шоломів наслідують галльські шоломи. Матеріалом слугувала бронза або інший сплав на основі міді. Шолом мав закруглену форму (певно, скоріше виточену на верстаті, ніж викуту), добре розвинутий напотиличник та великі кутасті нащічні пластини. Більшість екземплярів мають втулку для кріплення плюмажа (гребеня).
У І ст. н. е. поступово був замінений на Імперський шолом, також кельтського походження.